# جنیس هان
جنیس هان (به انگلیسی: Janice Hahn) نمایندهٔ حوزه انتخابیه کالیفرنیا از حزب دموکرات ایالات متحده آمریکا در مجلس نمایندگان ایالات متحده آمریکا است که برای نخستین‌بار در ۱۲ ژوئیه ۲۰۱۱ میلادی به‌عضویت این مجلس درآمد.